# 埃沙洛
埃沙洛（法語：Échalot，法語發音：[eʃalo]）是法国科多尔省的一个市镇，位于该省中北部，属于蒙巴尔区。

## 地理
埃沙洛（47°36'43"N, 4°50'16"E）面积27.65 平方千米，位于法国勃艮第-弗朗什-孔泰大區科多尔省，该省份为法国中东部省份，北起奥布省，西接涅夫勒省和约讷省，南至索恩-卢瓦尔省，东南接汝拉省，东临上索恩省，东北部与上马恩省接壤。
与埃沙洛接壤的市镇（或旧市镇、城区）包括：米诺、莱里、普瓦瑟勒拉格朗日、萨利沃、埃塔朗特。

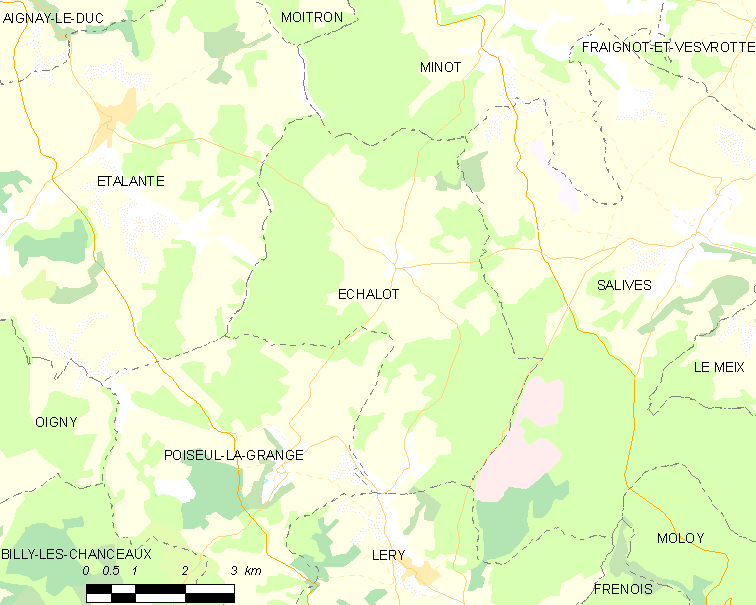
埃沙洛的OSM定位图

埃沙洛的时区为UTC+01:00、UTC+02:00（夏令时）。

## 行政
埃沙洛的邮政编码为21510，INSEE市镇编码为21237。

## 政治
埃沙洛所属的省级选区为塞纳河畔沙蒂永县。

## 人口

1962-2008年间埃沙洛人口变化图示

埃沙洛于2022年1月1日时的人口数量为97人。